# Chloranthaceae
Las clorantáceas (Chloranthaceae, nom. cons.) son la única familia de angiospermas del orden Chloranthales. Consta de cuatro géneros con ochenta especies, que se distribuyen principalmente por el sureste de Asia, las islas del Pacífico hasta las Marquesas y Nueva Zelanda, Madagascar,  América central y meridional y las Antillas.

## Descripción

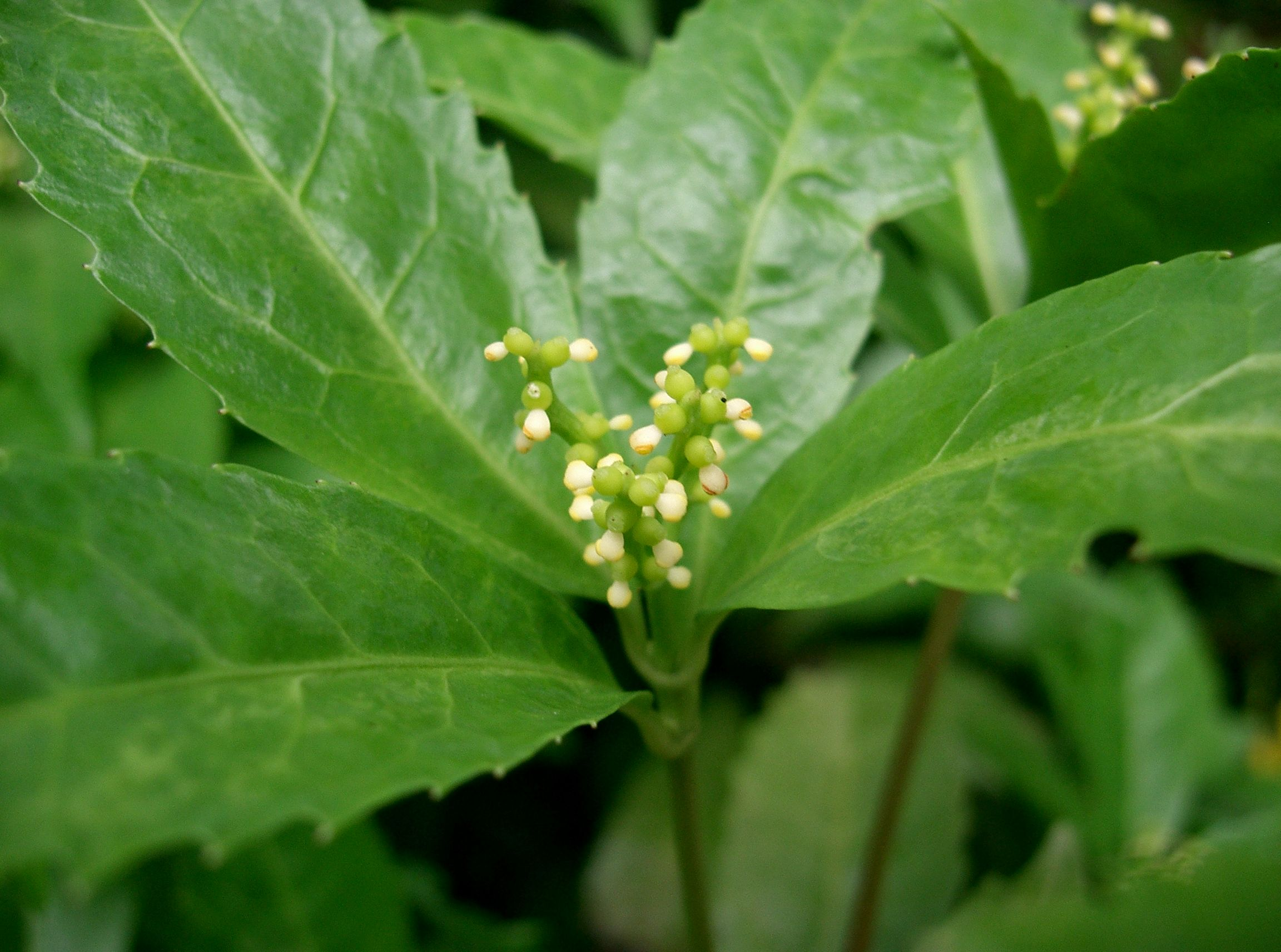
Flores masculinas de S. glabra.

- Árboles, a veces grandes, arbustos, subarbustos o hierbas, aromáticos, con aceites esenciales.
- Hojas perennes, conduplicadas, simples, pinnatinervias, secundariamente broquidódromas a eucamptódromas o semicraspedódromas, dentadas, decusadas, glabras o con tricomas glandulares, uni- a multiseriados, peciolos más o menos soldados en la base, formando una vaina diferenciada a lo largo del tallo, estípulas presentes, interpeciolares, en el borde de la vaina. Estomas sólo en el envés foliar, laterocíticos, paracíticos, enciclocíticos, a veces anficíclicos, actinocíclicos o tendentes a anomocíticos.
- Tallos con xilema sin vasos en Sarcandra; nodos uni- o trilacunares; tallo primario con cilindro vascular; madera blanda.
- Inflorescencias axilares o terminales, usualmente simples, en capítulo, espiga, racimo, tirso o panícula.
- Plantas dioicas o monoicas, con flores unisexuales o hermafroditas.
- Flores pequeñas, zigomorfas, androceo soldado a un lado del ovario, perianto ausente o bien un cáliz trímero, basalmente soldado, epigino o hemiepigino, univerticilado; (0-)2(-3) brácteas inferiores. Flores masculinas (Ascarina, Hedyosmum) con 1-3(-5) estambres; anteras tetrasporangiadas, lineares a oblongas, longitudinalmente dehiscentes, conectivo frecuentemente expandido. Flores hermafroditas (Chloranthus, Sarcandra) con el androceo soldado al ovario, a veces envolviéndolo y formando una masa carnosa; anteras 1-3, en distintas disposiciones complejas, dehiscencia introrsa, longitudinal. Carpelo 1, estilo corto, estigma sésil, truncado, deprimido, subcapitado, linear o clavado, húmedo o seco; óvulo 1, ortótropo, péndulo, bitégmico, crasinucelado.
- Fruto en baya con endotesta seminal dura o en drupa con endocarpo pétreo, frágil, a veces similar a una nuez.
- Semilla con endospermo abundante, oleoso y amiláceo, embrión pequeño, 2 cotiledones menudos.
- Polen globular a oblato, aperturado o inaperturado, de superficie reticulada y usualmente verrucosa, poliforado (Sarcandra), 4-6-colpado (Chloranthus), monosulcado (Ascarina) o 5-6-tomosulcado (Hedyosmum), tectado-perforado a semitectado, columelas bien desarrolladas, nexina delgada a muy gruesa.

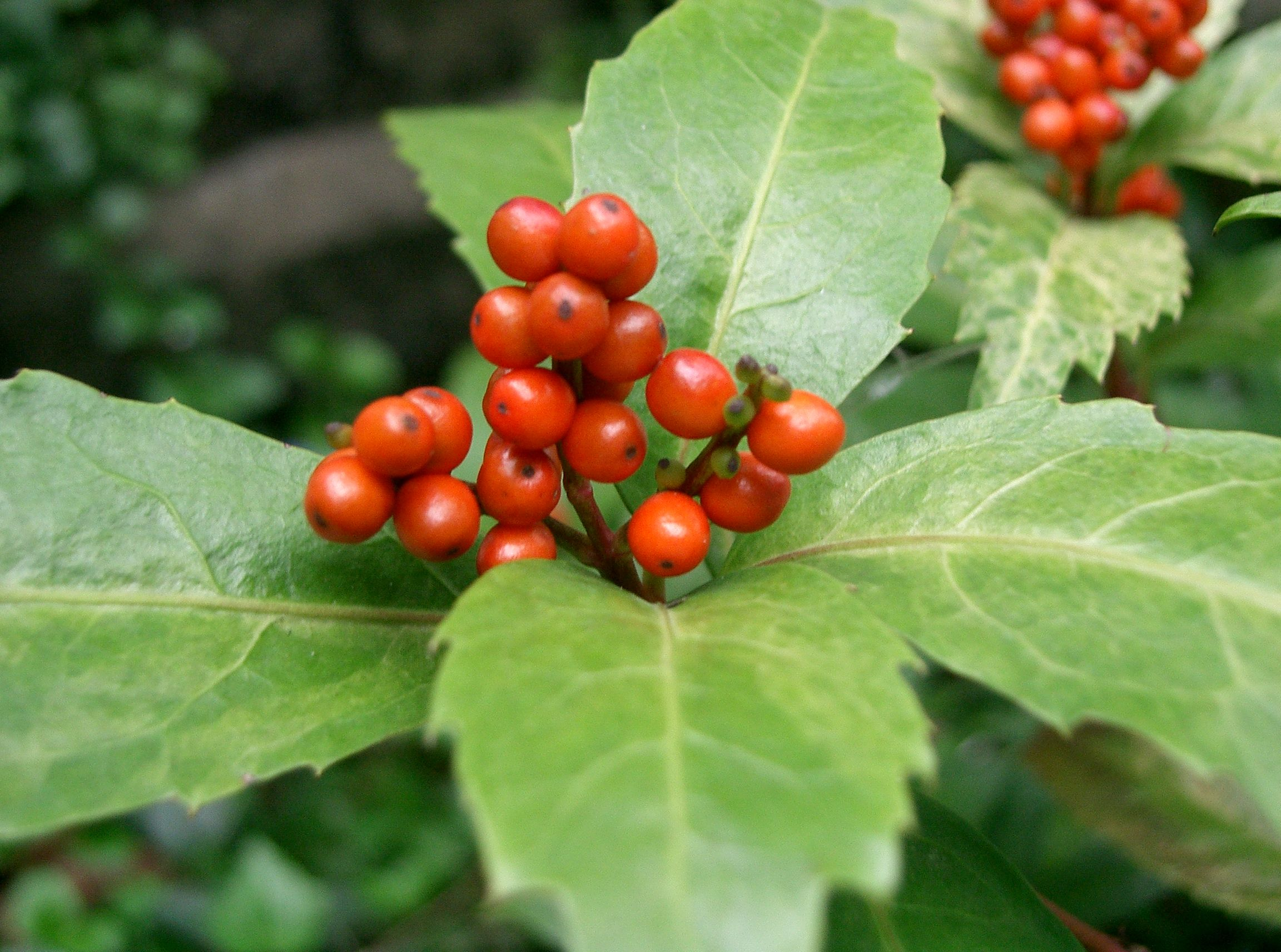
Frutos de S. glabra.

- Número cromosómico: n = 8, 14, 15, 30, 2n = 26, 28, 30, 60, 90; x = 7 u 8.

## Ecología
Se encuentran en las selvas húmedas desde los niveles bajos a la alta montaña. Las especies de Hedyosmum y Ascarina presentan aparentemente polinización anemógama, al carecer las flores de olor y presentar inflorescencias masculinas largas con anteras grandes y estigmas grandes y húmedos. Las especies de Chloranthus y Sarcandra, por el contrario, con flores usualmente olorosas, hermafroditas y de anteras pequeñas, con estigmas pequeños y secos, probablemente son entomógamas. Los frutos parecen presentar ornitocoria.

## Fitoquímica
Derivados O- y C-glicosílicos de flavonas y flavonoles comunes, cumarina y N-(feniletil)-cinnamoil-amidas presentes. Son característicos de la familia unos eudesmanólidos peculiares denominados cloraholólidos, así como un germanacrólido, un furogermacrolano y un furocadinano. Proantocianidinas ausentes.

## Usos
Algunas especies se usan en la farmacopea tradicional local.

## Posición sistemática
La posición sistemática de esta familia ha sido el sujeto de mucha controversia. En clasificaciones recientes, ha estado colocada en Piperales, Magnoliales o Laurales, pero se considera que, caso de haberla, la mayor relación parece presentarse con Trimeniaceae, sobre la base de diversos caracteres. Se considera que Sarcandra y Chloranthus están evolutivamente más relacionados entre sí morfológicamente que con los otros dos géneros, que, a su vez, formarían otro par relacionado evolutivamente. Sin embargo, los análisis moleculares preconizan una relación del tipo (Hedyosmum(Ascarina(Chloranthus, Sarcandra))). El APW (Angiosperm Phylogeny Website) considera que se trata de la única familia del Orden Chloranthales (cf. AP-website).
En los sistemas de clasificación modernos, se incluye dentro de las magnólidas o como un clado hermano de las mismas y del siguiente modo: 
|  | Magnoliales |
|  |             |
|  | Laurales    |
|  |             |

|  | Canellales |
|  |            |
|  | Piperales  |
|  |            |

|  | Magnoliales |
|  |             |
|  | Laurales    |
|  |             |

|  | Canellales |
|  |            |
|  | Piperales  |
|  |            |

|  | Magnoliales |
|  |             |
|  | Laurales    |
|  |             |

|  | Canellales |
|  |            |
|  | Piperales  |
|  |            |

|  | Magnoliales |
|  |             |
|  | Laurales    |
|  |             |

|  | Canellales |
|  |            |
|  | Piperales  |
|  |            |

## Fósiles
Se conservan androceos fósiles del Albiense superior del este de Norteamérica y del Santoniense superior-Campaniense de Suecia meridional (Chloranthistemon) intermedios entre Sarcandra y Chloranthus. Las cutículas foliares de angiospermas del Cretáceo inferior parecen corresponder a ancestros de las actuales Chloranthaceae. Se han atribuido también a esta familia algunos de los pólenes fósiles conocidos más antiguos (Cretáceo inferior): Clavatipollenites del Barremiense, Asteropollis y Stephanocolpites del Albiense (hace 125 millones de años). La abundancia de Clavatipollenites y Asteropollis en el Cretáceo inferior medio puede indicar que esos antepasados de las Chloranthaceae fueron las primeras angiospermas anemófilas. El polen de Asteropollis es asignable a Hedyosmum.

## Táxones incluidos
Introducción teórica en Taxonomía
Los cuatro géneros de la familia se distinguen como sigue:
- Flores hermafroditas. Conectivo expandido. Polen poliforado o 4-6-colpado. Estigmas lisos, húmedos. Usualmente hierbas, arbustos o subarbustos.

- Arbustos. Tallos con xilema sin vasos. Estambre 1, claviforme. Polen poliforado.

Sarcandra Gardner, 1846
Malasia, China, Indochina, Japón, India, Sri Lanka. 4 especies.
- Hierbas o subarbustos. Tallos con vasos en el xilema. Estambres 3, soldados en una escama trilobulada. Polen 4-6-colpado.

Chloranthus Sw., 1787
Asia; 20 especies.
- Flores unisexuales. Conectivo no expandido. Polen monosulcado o 5-6-tomosulcado. Estigmas papilosos, secos. Usualmente arbustos o árboles, rara vez hierbas.

- Flores masculinas con brácteas. Estambres 1-5. Flores femeninas desnudas. Fruto en baya de aspecto drupáceo.

Ascarina J.R. Forster & G. Forster, 1775
Islas del Pacífico, desde Nueva Zelanda y las Marquesas hasta Borneo, y Madagascar; 12 especies.
- Flores masculinas sin brácteas. Estambre 1. Flores femeninas con periantio trilobulado. Fruto en drupa.

Hedyosmum Sw., 1788
América central y meridional, Antillas, 43 especies; sureste de Asia, 1 especie.